# Base Aérea de Canoas
A Base Aérea de Canoas - BACO / ALA 3 é uma Organização Militar da Força Aérea Brasileira localizada na cidade de Canoas, no estado do Rio Grande do Sul, criada em 21 de agosto de 1937. As Unidades jurisdicionadas do Comando Aéreo Sul (V COMAR) estão sediadas em Canoas.
A BACO está subordinada a SEFA (Secretaria de Economia e Finanças e Administração da Aeronáutica) e a ALA 3 está subordinada ao COMPREP (Comando de Preparo), ambos sediados em Brasília, DF.
Do dia 27 de maio de 2024, a 21 de Outubro de 2024, a base aérea recebeu voos comerciais regulares sob o provisório Aeroporto Campo Nossa Senhora de Fátima (IATA: QNS, ICAO: SBCO), que foi instalado na base.

## Organizações Militares da FAB que operam na BACO / Ala 3
- 1.º Esquadrão do 14.º Grupo de Aviação (1.º/14.º GAv), o Esquadrão Pampa;
- 5.º Esquadrão de Transporte Aéreo (5.° ETA), o Esquadrão Pégaso;
- 2.° Esquadrão do 7.° Grupo de Aviação (2.°/7.° GAv), o Esquadrão Phoenix;
- Grupo de Segurança e Defesa de Canoas (GSD-CO), o Grupo Cruzeiro do Sul;
- Grupo Logístico de Canoas (GLOG-CO);
- Segundo Esquadrão do Primeiro Grupo de Comunicações e Controle (2.°/1.° GCC), o Esquadrão Aranha;
- Destacamento de Controle do Espaço Aéreo de Canoas (DTCEA-CO), o Esquadrão Coruja; e
- Primeiro Grupo de Defesa Antiaérea (1.° GDAAE), o Grupo Laçador.